# Aulo Cornelio Cosso Arvina
Aulo Cornelio Cosso Arvina (fl. IV secolo a.C.) è stato un politico romano.

## Biografia
Per ben due volte fu nominato magister equitum, in entrambe le occasioni dal dittatore Tito Manlio Imperioso Torquato; nel 353 a.C. e nel 349 a.C.
Nominato console nel 343 a.C. assieme Marco Valerio Corvo, fu inviato al comando delle truppe romane nel Sannio, quando Roma dichiarò guerra ai Sanniti, per quella che sarebbe stata ricordata come la prima guerra sannitica.
Riuscito a sfuggire ad una situazione difficile, grazie ad uno stratagemma portato a termine dal tribuno militare Publio Decio Mure, riconquistata una posizione adatta allo scontro, il console guidò i romani alla vittoria contro i Sanniti, per la quale ottenne il trionfo a Roma.
Fu nominato console nel 332 a.C. assieme Gneo Domizio Calvino, al suo secondo consolato.
Mentre regnava dovunque la pace, la notizia di una guerra scatenata dai Galli portò lo scompiglio e indusse all'elezione di Marco Papirio Crasso come dittatore.
Nel 322 a.C. nominato dittatore per combattere i Sanniti, scelse Marco Fabio Ambusto, come magister equitum. Condotto l'esercito romano nel Sannio, fu costretto dai Sanniti a scendere in battaglia, da una posizione sfavorevole. Questo, oltre al valore dei nemici, fece sì che lo scontro diventasse violento ed incerto. La situazione volse a favore dei romani, quando la cavalleria sannita, che si era gettata a saccheggiare le salmerie dei Romani, fu presa di sorpresa e sbaragliata dalla cavalleria romana, condotta da Marco Fabio. Sconfitti i cavalieri sanniti, la cavalleria romana, con una manovra a tenaglia, attaccò alle spalle l'esercito sannita, che, preso tra due fuochi, fu sconfitto. Per questa vittoria, tornato a Roma, Aulo Cornelio ottenne il trionfo.

## Critica storica
Tito Livio riporta come la vittoriosa battaglia del 322 a.C. contro i Sanniti, secondo alcuni autori, fu condotta da Fabio Massimo, e non da Aulo Cornelio Cosso Arvina, eletto dittatore in funzione dei giochi romani, conclusi i quali si dimise.